# Don't Save Me
«Don't Save Me» (укр. Не рятуй мене) – перший сингл зі студійного альбому "Under the Surface"  норвезької співачки Маріт Ларсен. Пісня була випущена 2 лютого 2006 року в Норвегії. Після дебуюту під №3, сингл піднявся до 1 сходинки і залишався на вершині чарту протягом п'яти тижнів поспіль.

## Композиції
Норвезьке видання на CD
1. "Don't Save Me" Album Version
2. "Don't Save Me" Enhanced Music Video

## Чарти
| Чарт (2006–2010)            | Позиція |
| --------------------------- | ------- |
| Норвезький чарт синглів     | 1       |
| Норвезький радіо-чарт       | 1       |
| Люксембурзький чарт синглів | 5       |
| Німецький чарт синглів      | 47      |
| Швейцарський чарт синглів   | 63      |
| Австрійський чарт синглів   | 73      |